# أومارو كاينا
أومارو كاينا (مواليد 16 أكتوبر 1996) لاعب كرة قدم كاميروني 